# EW Андромеды
EW Андромеды (лат. EW Andromedae), HD 220870 — двойная звезда в созвездии Андромеды на расстоянии приблизительно 5284 световых лет (около 1620 парсеков) от Солнца. Видимая звёздная величина звезды — от +11,8m до +10,8m.

## Характеристики
Первый компонент — красный гигант, углеродная пульсирующая медленная неправильная переменная звезда (LB) спектрального класса C7,3(Nb), или C(N3), или C(N). Масса — около 3,157 солнечных, радиус — около 381,368 солнечных, светимость — около 3174,806 солнечных. Эффективная температура — около 3615 K.
Второй компонент — коричневый карлик. Масса — около 30,91 юпитерианских. Удалён на 2,194 а.е..